# Четков, Борис Александрович
Борис Александрович Четков (27 октября 1926, Новая Ляля, Лялинский район, Тагильский округ, Уральская область — 6 сентября 2010) — советский художник, член Союза художников России, основоположник Санкт-Петербургского направления Венской школы фантастического реализма. Друг основателя Венской школы фантастического реализма — Эрнста Фукса, ученика Сальвадора Дали.

## Биография
Родился 27 октября 1926 года в посёлке Новая Ляля Лялинского района Тагильского округа Уральской области (ныне — Свердловская область) в семье зажиточных крестьян.
В 1930-е годы его семья, из-за неприятия коллективизации, в течение нескольких лет вынуждена была скитаться по различным коллективным фермам и фабрикам Урала в поисках работы.
В 1944 году призван в РККА. Служил в танковом полку, участвовал в боях в Латвии.
В 1949 г. оказывается в Казахстане, где на талант юного художника обращает внимание В. А. Эйферт, депортированный из столицы в годы сталинских репрессий, бывший директор ГМИИ имени А. С. Пушкина. Три года юноша учится в мастерской Эйферта.
С 1952/3 по 1954 год обучался в Таврической художественной школе, но не окончил ее из-за заболевания бруцеллезом, который едва не стал причиной его смерти.
В 1960—1966 гг. обучался прикладному искусству в Строгановском училище. Училище посещает знаменитый армянский художник Мартирос Сарьян, отметивший уникальное колористическое дарование Четкова. Но окончить училище не удалось из-за идеологических разногласий в отношении сюрреалистического жанра, приверженцем которого был Четков. В 1966 году перевелся в Санкт-Петербургскую государственную художественно-промышленную академию, которую и окончил.
В 1967—1979 гг. — главный художник по стеклу на Заводе художественного стекла имени Первого коммунистического добровольческого отряда (1-й КДО) в Большой Вишере (Новгородская область).
В 1970—1990-е гг. участвует в значительном количестве художественных выставок как на родине, так и за рубежом. Персональные выставки в Эрмитаже Петербурга (1973, 1979); в Манеже Петербурга (1980, 1989, 1991); в Финляндии (1991). Высокая оценка на Всемирной выставке в Осаке и Саппоро (Япония, 1974—1975); участие в художественных показах во Франции (1978, 1995), в Австрии, Германии (1978), США (1978, 1992), Австралии (1989) и Венеции (1994),
После ухода со стекольного производства увлеченно занимался живописью и графикой сюрреалистической направленности.
В 1994 г., во время путешествия в Вену, знакомится с Эрнстом Фуксом, признанным главой Венской школы фантастического реализма. Фукс выражает восхищение талантом и мастерством Четкова, покорен его чувством цвета и в знак своей высокой оценки творчества дарит ему свой альбом («Огненный Лис») с посвящением. По рекомендации Фукса, Четков едет в Венецию, где выставляется в престижной галерее Альборелли (друга Фукса).
По возвращении Четков становится основоположником Санкт-Петербургского направления Венской школы фантастического реализма. Организует ряд выставок в этом направлении.
- 2002 г. — участие в Юбилейной ретроспективной выставке, посвящённой 70-летию деятельности Ленинградского отделения профессионального Союза художников.
- 2005 г. — персональная выставка в Музее-квартире И.Бродского. Выходят в свет две фундаментальные монографии, посвящённые творчеству художника.
- 2005 г. — выставка в Сянгане (Гонконге)[2].

Скончался 6 сентября 2010 года.
После смерти художник прошли следующие выставки:
- 2013 г. — Русская культура и Искусство (Лондон)
- 2017 г. — Выставка в Калифорнии в Vail international Gallery (США)
- 2019 г. — Фантастические миры Бориса Четкова. Стекло. Музей стекла в Елагином Дворце. Санкт-Петербург (Россия)[3]
- 2019 г. — Совместная выставка Бориса Александровича Четкова и его супруги Татьяны Борисовны Катуковой «Фантастика и реальность» в Галерее Искусств на ул. Ломоносова. Санкт-Петербург (Россия)[4]
- 2021 г. — Русское стекло: вчера, сегодня, завтра. Москва (Россия)

### Семья
С 1983 года был женат на художнице Татьяне Борисовне Катуковой (19.10.1944 — 20.01.2011, Санкт-Петербург), сын Борис.